# Mimosa aureliana
Mimosa aureliana är en ärtväxtart som beskrevs av Rupert Charles Barneby och Renée Hersilia Fortunato. Mimosa aureliana ingår i släktet mimosor, och familjen ärtväxter. Inga underarter finns listade i Catalogue of Life.